# Павелкі (Сілезьке воєводство)
Павелкі (пол. Pawełki, нім. Pawelka) — село в Польщі, у гміні Кохановиці Люблінецького повіту Сілезького воєводства.
Населення — 211 осіб (2011).
У 1975-1998 роках село належало до Ченстоховського воєводства.

## Демографія
Демографічна структура станом на 31 березня 2011 року:
|          | Загалом | Допрацездатний вік | Працездатний вік | Постпрацездатний вік |
| -------- | ------- | ------------------ | ---------------- | -------------------- |
| Чоловіки | 107     | 20                 | 71               | 16                   |
| Жінки    | 104     | 18                 | 62               | 24                   |
| Разом    | 211     | 38                 | 133              | 40                   |